# プロヴァンス (戦艦)
|           | |
| 艦歴      | |
| 発注:     | |
| 起工:     | 1912年5月1日 |
| 進水:     | 1913年4月20日 |
| 就役:     | 1915年6月 |
| 退役:     | |
| その後:   | 1942年11月27日に自沈                                                                                              |
| 除籍:     | |
| 性能諸元  | |
| 排水量:   | 基準 23,230トン、満載 26,180トン                                                                                  |
| 全長:     | 166 m |
| 全幅:     | 26.9 m |
| 吃水:     | 9.8m |
| 機関:     | パーソンズ式ギヤードタービン、4軸推進、29,000 hp                                                                  |
| 最大速:   | 20ノット |
| 航続距離: | 10ノット/4,700海里                                                                                                |
| 兵員:     | 士官、兵員1,133名                                                                                                 |
| 兵装:     | 34cm（45口径）連装砲5基、 13.9cm（55口径）単装砲10基、 10cm（45口径）単装高角砲7基、 47mm単装砲4基、 45mm機銃二丁 |
| 装甲:     | 舷側：270mm 甲板：105mm 主砲塔：400mm                                                                             |
| 艦載機:   | 3機 |

プロヴァンス(Provence）はフランス海軍の戦艦。プロヴァンス級戦艦の1隻。

## 艦歴
プロヴァンスはアーセナル・デ・ロリアンで1912年5月1日に起工した。1913年4月20日に進水し、1915年6月に竣工、就役した。
プロヴァンスの兵装は姉妹艦同様にノルマンディー級に搭載予定であった新型の34cm砲が搭載された。同砲は連装で砲塔に収められ、艦前方に2基、後方に2基、艦中央部に1基、いずれも中心線に配置された。
就役後は姉妹艦2隻と共に地中海で活動した。1940年7月3日のメルセルケビール海戦でイギリス軍の攻撃を受け中破、沈没を防ぐため自ら座礁せざるを得なくなった。その後トゥーロンで修理が行われたものの、1942年11月27日のドイツ軍侵攻時に他の艦と共に自沈処理された。
1943年7月11日、プロヴァンスはドイツ軍によって浮揚された。一部の34cm砲は取り外され、海岸砲台として使用されたこの時、34cm砲は47.5度まで仰角が取られるよう改良され35,432mの大射程を得た。1944年6月6日のノルマンディー上陸作戦の後、プロヴァンスは閉塞船として再び自沈処理が行われた。 
1949年4月に引き上げられ、スクラップとして廃棄された。 

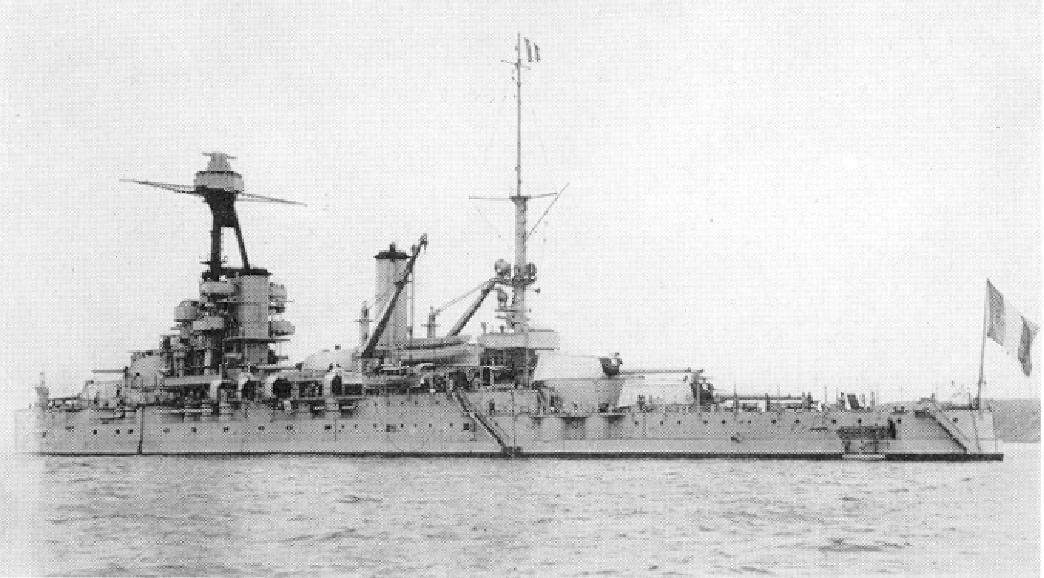
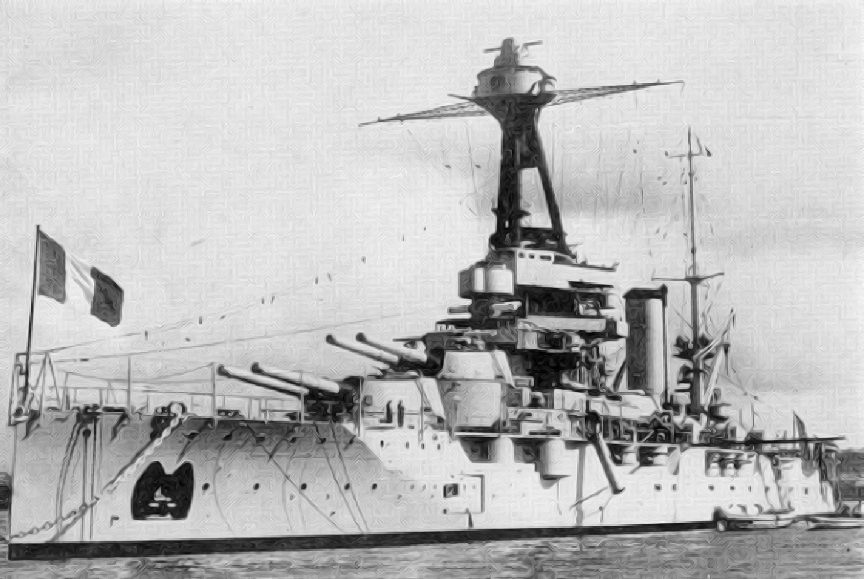